# 原口純子
原口 純子（はらぐち じゅんこ）は、日本のシンガーソングライター。

## 来歴
- 大分県別府市出身。学生時代より地元大分で音楽活動を始める。
- 大分放送でOAされていた「ぶんごみゅーじっくれーだー」などへの出演やYAMAHA主催のポプコン地方大会などにて各賞を受賞している。
- その後、活動の場を福岡に移し、伝説のライブハウス「照和」や「ウェザーリポート」などへ出演しながら
ビクターレコード主催「ビクターオリジナルコンテスト」やハミングバードレコード主催の「ビブレミュージックコンテスト」などで
全国大会へ出場するなど確実にその名前は福岡で知られていくようになる。
- 2000年自主制作アルバム「OPENING TIME1999～2000」を発売。
- 2004年頃からライブを全国に展開。九州のみならず、関東、北海道、沖縄まで年間100本を越えるライブを続けている。
- 2005年設立したSWJ RECORDSよりアルバム「LOVESONGS～旅の途中」
- 2006年「LOVESONGS II～月の揺らぎ」をリリース。 切なく甘い歌声は各地で高い評価を得る。
- 2007年アルバム「OPENING TIME 2007」をリリース。
- 2008年アルバム「歌うたいの恋」をリリース。
- 2010年ライブアルバム「LIVE2010」をリリース。この年初の海外ライブを敢行（中国・上海）その後年に一度の上海ライブの実現となる。
フォークとブルースが融合された切ないラブソングを、伸びやかなボーカルと女性としては屈指のギターテクニックで歌い上る。
地道にツアーを続け着実にファンを増やし、全国各地で彼女の歌を待つ根強いファンに支えられ、ライブツアーは続けられている。

## ディスコグラフィー

### アルバム
- 2000年　OPENING TIME 1999～2000（廃盤）
- 2005年　LOVESONGS ～旅の途中～（完売）
- 2006年　LOVESONGS II～月の揺らぎ～（完売）
- 2007年　OPENING TIME REMAKE 2007
- 2008年　LOVESONGS III ～歌うたいの恋～
- 2010年　LOVESONGS IV ～LIVE2010～

### オムニバスアルバム
- 2007年　武純礼「それぞれの空」

いずれもSWJ RECORDS

## オフィシャルホームページ
http://lovesong.jp